# David Copperfield rendkívüli élete
A David Copperfield rendkívüli élete (eredeti cím: The Personal History of David Copperfield) 2019-ben bemutatott angol - amerikai vígjáték, könyvadaptáció amelyet  Armando Iannucci rendezett Charles Dickens 1850-ben íródott Copperfield Dávid  című regényéből. A világpremiere a Torontói Nemzetközi Filmfesztiválon volt 2019. szeptember 5-én. Az Egyesült Királyságban 2020. január 24-én, az Egyesült Államokban 2020. augusztus 28-án, Magyarországon 2021. május 13-án volt a premierje a mozikban.

## Szereplők
| Szerep            | Eredeti hang     | Magyar hang        |
| ----------------- | ---------------- | ------------------ |
| David Copperfield | Dev Patel        | Fekete Ernő        |
| David Copperfield | Jairaj Varsani   |                    |
| James Steerforth  | Aneurin Barnard  | Baráth István      |
| Mr. Micawber      | Peter Capaldi    | Fazekas István     |
| Dora Spenlow      | Morfydd Clark    | Törőcsik Franciska |
| Clara Copperfield | Morfydd Clark    | Solecki Janka      |
| Peggotty          | Daisy May Cooper | Braun Rita         |
| Agnes Wickfield   | Rosalind Eleazar |                    |
| Mr. Dick          | Hugh Laurie      | Máté Gábor         |
| Betsey Trotwood   | Tilda Swinton    | Bertalan Ágnes     |
| Uriah Heep        | Ben Whishaw      | Csőre Gábor        |
| Mr. Peggotty      | Paul Whitehouse  |                    |
| Mr. Wickfield     | Benedict Wong    | Háda János         |
| Edward Murdstone  | Darren Boyd      | Dévai Balázs       |
| Creakle           | Victor McGuire   | Törköly Levente    |
| Tungay            | Peter Singh      | Renácz Zoltán      |
| Mick Walker       | Faisal Dacosta   | Czető Roland       |